# Col·lecció Philippi
 La col·lecció Philippi és una col·lecció de lligadures clericals, religioses i espirituals.

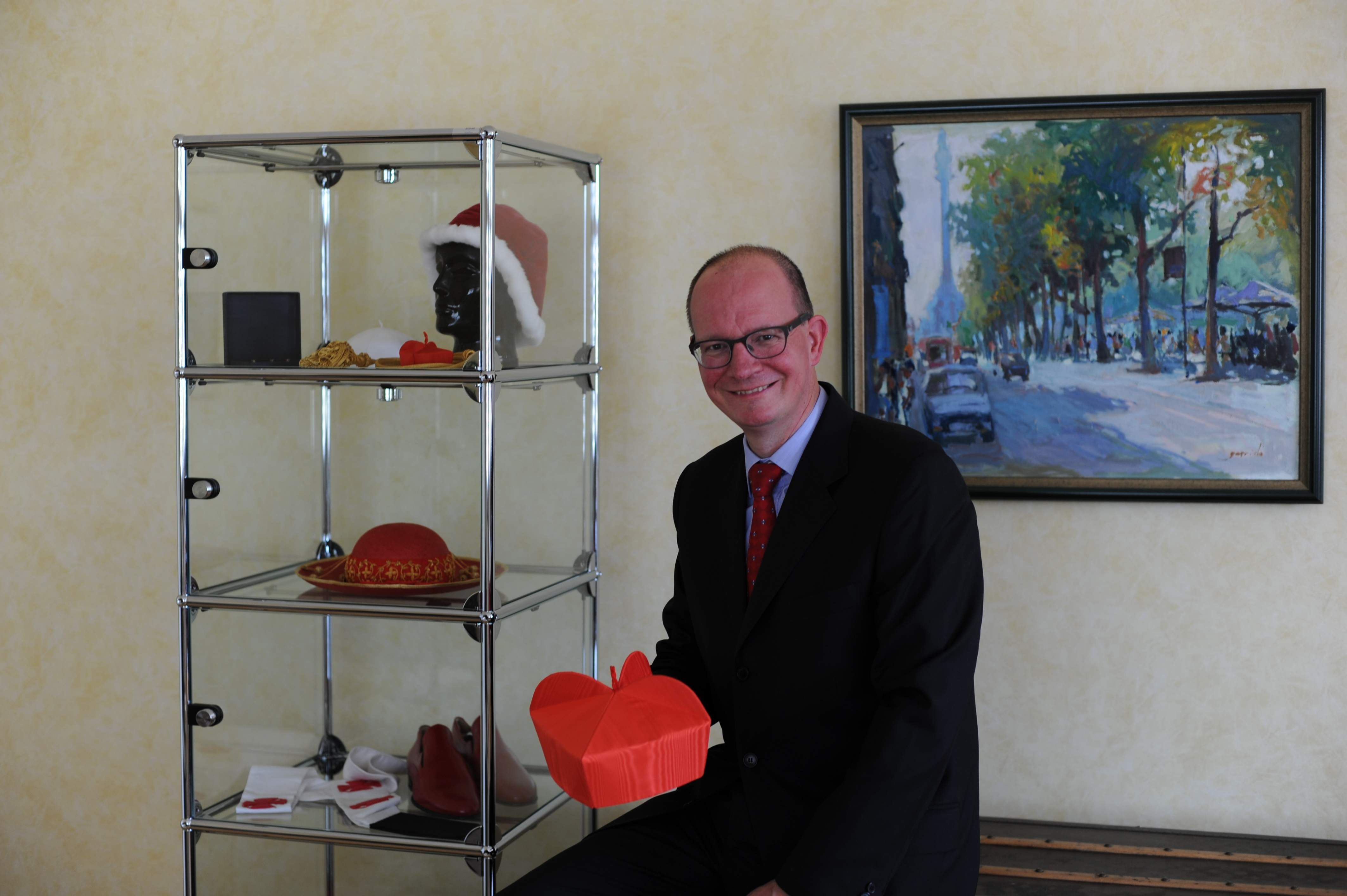
Dieter Philippi amb la primera peça de la seva col·lecció: un birret cardenalici fabricat amb seda moaré roja

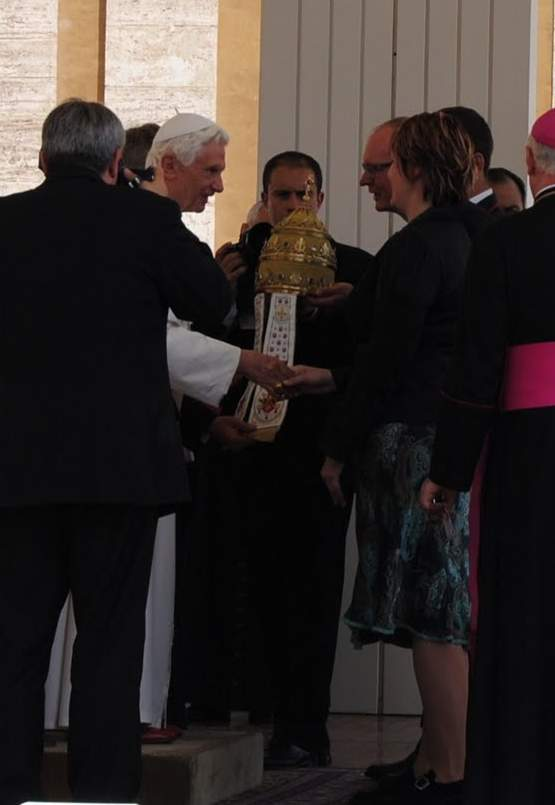
Dieter Philippi presenta la tiara a Sa Santedat el Papa Benet XVI, el 25 de maig de 2011

## La col·lecció

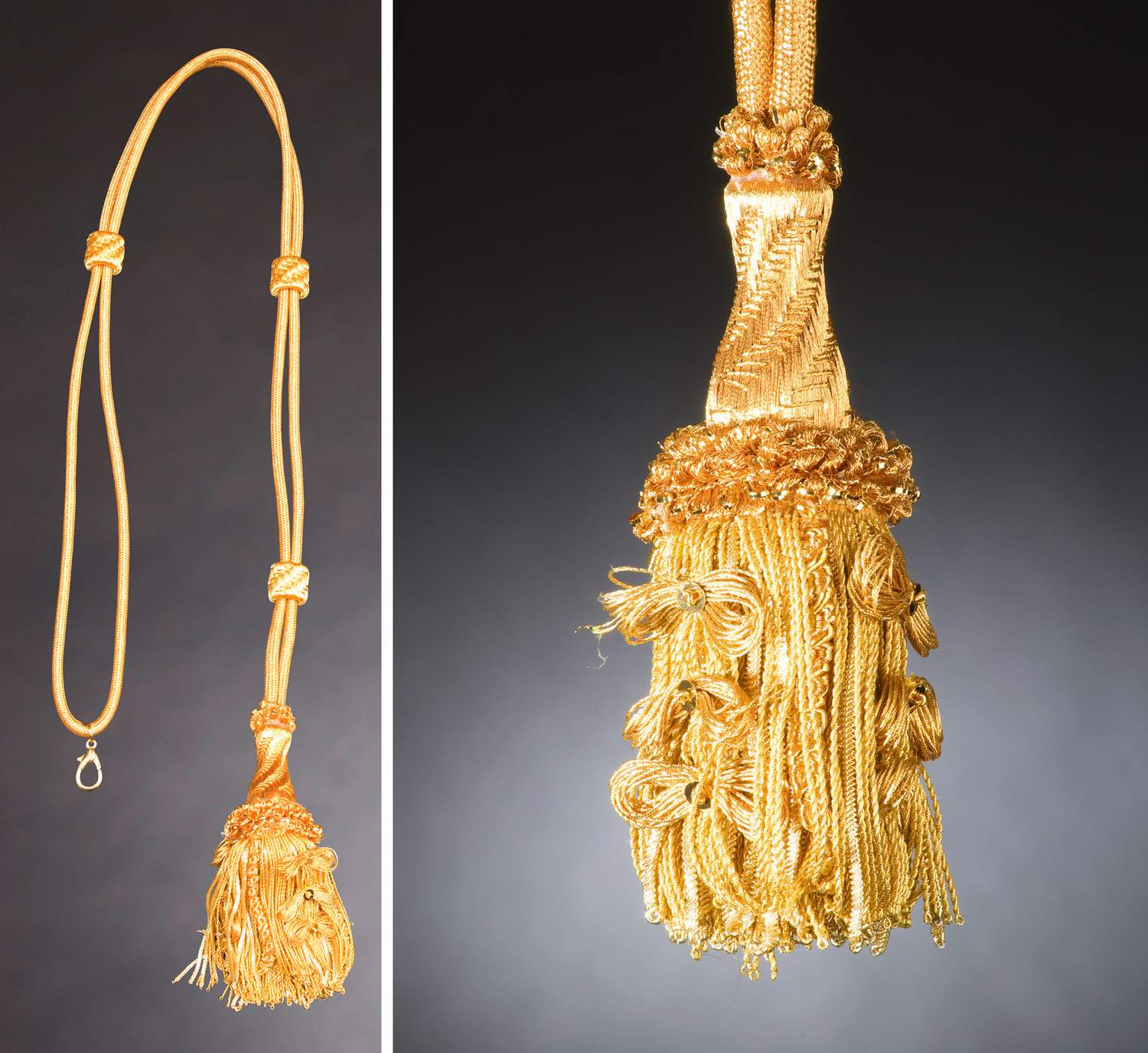
Cordó daurat utilitzat per a la creu pectoral del Papa de l'Església Catòlica Romana

La col·lecció Philippi és una col·lecció privada realitzada per l'empresari Dieter Philippi, director executiu d'una empresa ubicada a Kirkel, distribuïdora de la branca de la telecomunicació.
La col·lecció està basada principalment en més de 500 lligadures del cristianisme, l'islam, el judaisme, el caodaisme, el shintoïsme, el budisme, el sikhisme, esglésies lliures, el sufisme, l'anabaptisme, i també d'altres credos.
A més a més, la col·lecció, conté més de 100 peces utilitzades per a fins clericals i eclesiàstics, entre elles, sabates del Papa, guants pontificals, pal·lis, creus pectorals, anells episcopals, peces papals de porcellana, faixes, bufandes per a cardenals i d'altres.
La col·lecció inclou també 52 cordons per a la creu pectoral, alguns d'ells productes d'un laboriós treball artesà en l'art de l'adornament. En l'Església Catòlica Romana, el Papa, els cardenals, els bisbes i els abats utilitzen el cordó per a penjar-s'hi la creu pectoral.

## Ubicació
Generalment, la col·lecció no està oberta al públic. No obstant això, els visitants interessats poden accedir-hi sol·licitant-ho anticipadament per telèfon. La col·lecció està ubicada a Kirkel a Saarland, Alemanya.

## Idea i intenció
En un principi, les lligadures serviren com a protecció. Amb el transcurs del temps, però, guanyaren funcions més significatives: una lligadura indica l'origen de la persona, l'estatus, la professió, les pertinences i la jerarquia. Finalment, les lligadures esdevingueren una funció ornamental.
Les lligadures religioses i clericals representen un petit grup dintre de la diversitat de barrets. Aquells que estiguin familiaritzats amb el respectiu significat d'aquestes lligadures podran deduir la jerarquia i l'estatus dels dignataris usuaris. A més a més, algunes lligadures tenen al mateix temps una funció ornamental, ja que estan fetes amb materials cars, rars i preciosos. Avui dia, la funció protectora ja no és tan important.

## Exposicions
- Octubre 2010 - juliol 2011: Al Museu Alemany per a la Higiene, Dresden s'exhibirà una petita part de la col·lecció com a part de l'exhibició Kraftwerk Religion (L'energia de la religió).
- Març - abril 2011: Seu central de la Caixa d'Estalvis de Saarbrücken, Alemanya.

## Galeria

Objectes seleccionats de la col·lecció Philippi
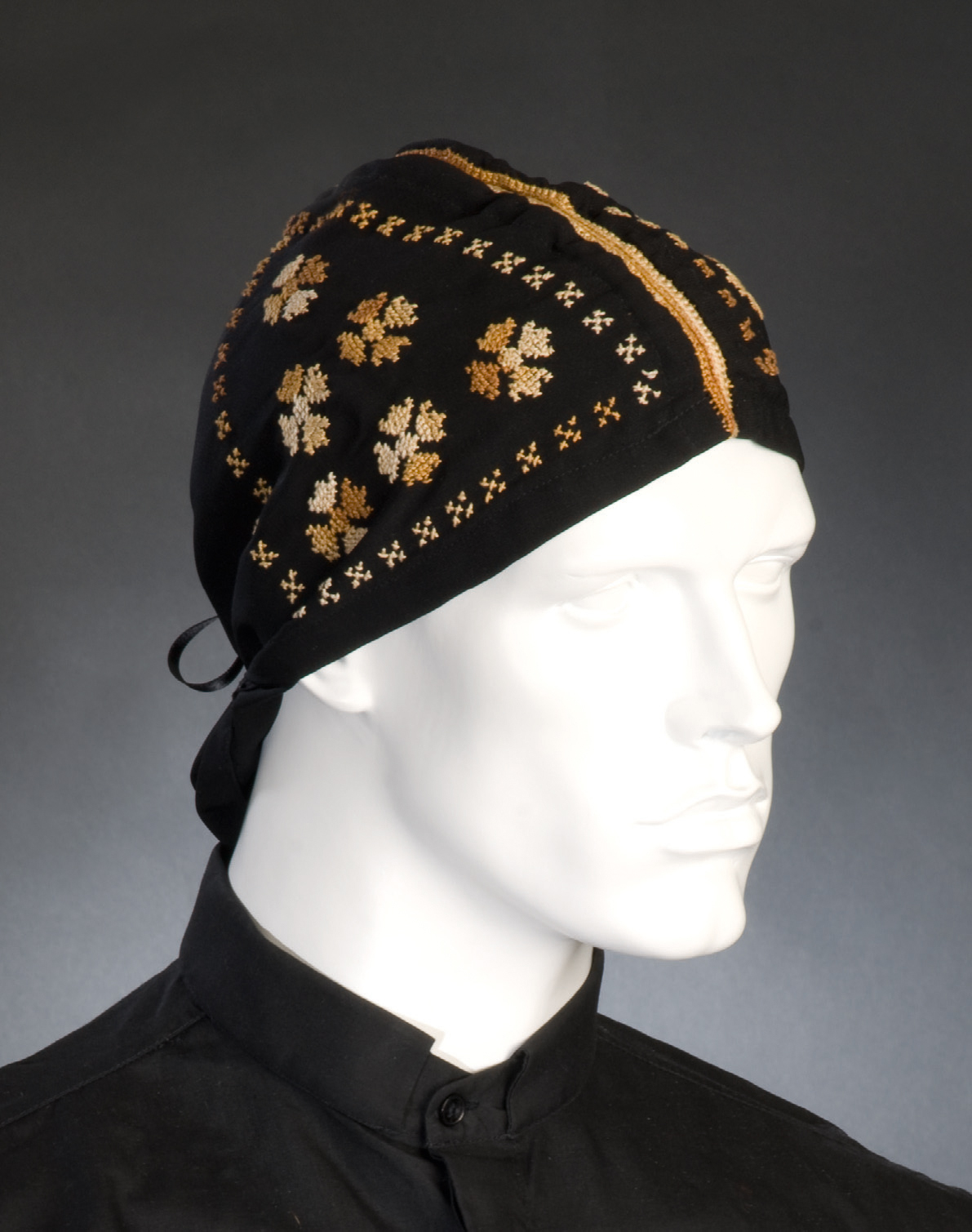
Kalansowa (kalansoah, qalansuwah, kalansawa): en l'església copta ortodoxa, aquesta lligadura és utilitzada pels bisbes i els sacerdots monàstics.
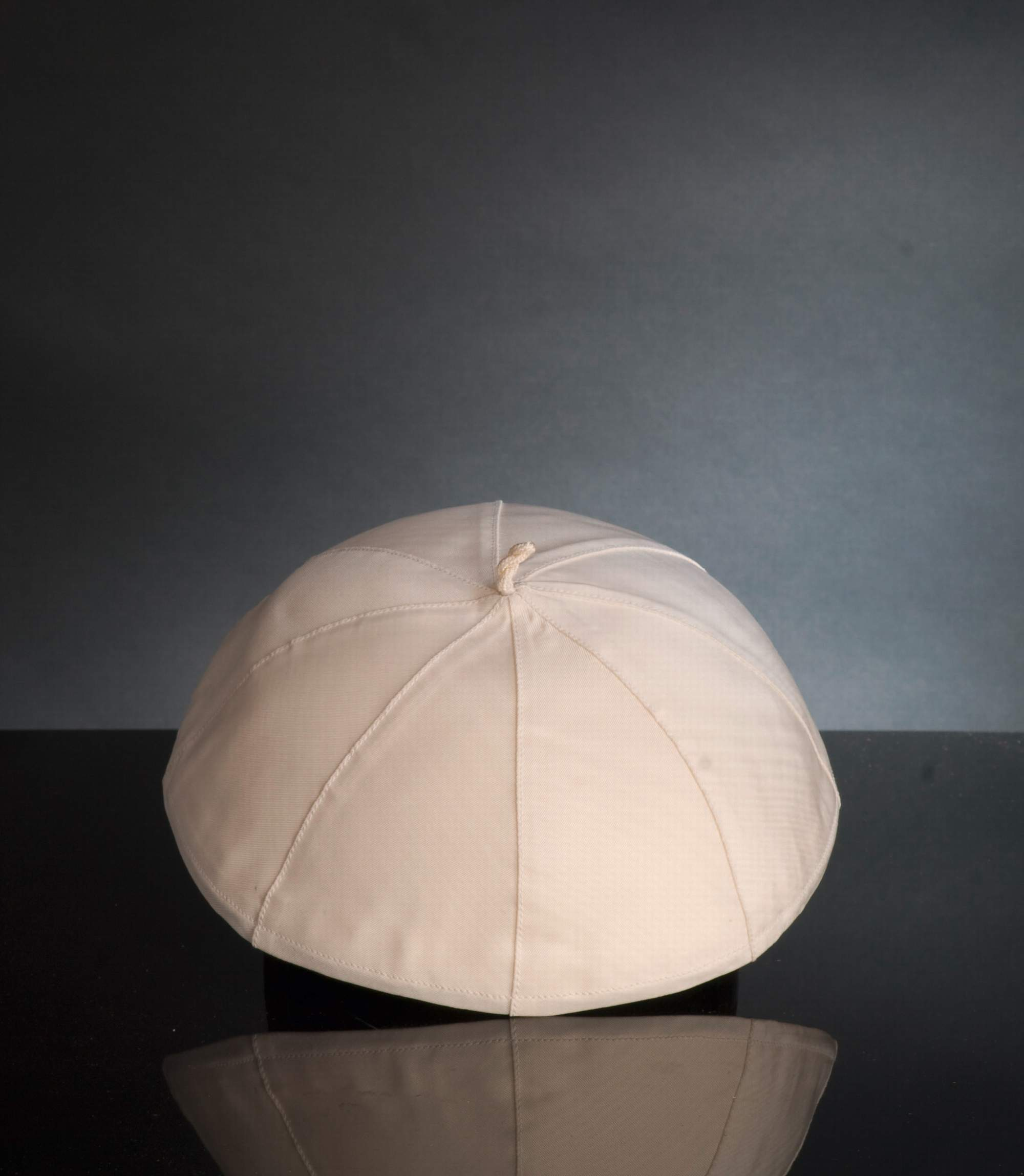
Solideu (zucchetto, pileolus) fet de seda moaré blanca, utilitzat pel Papa.
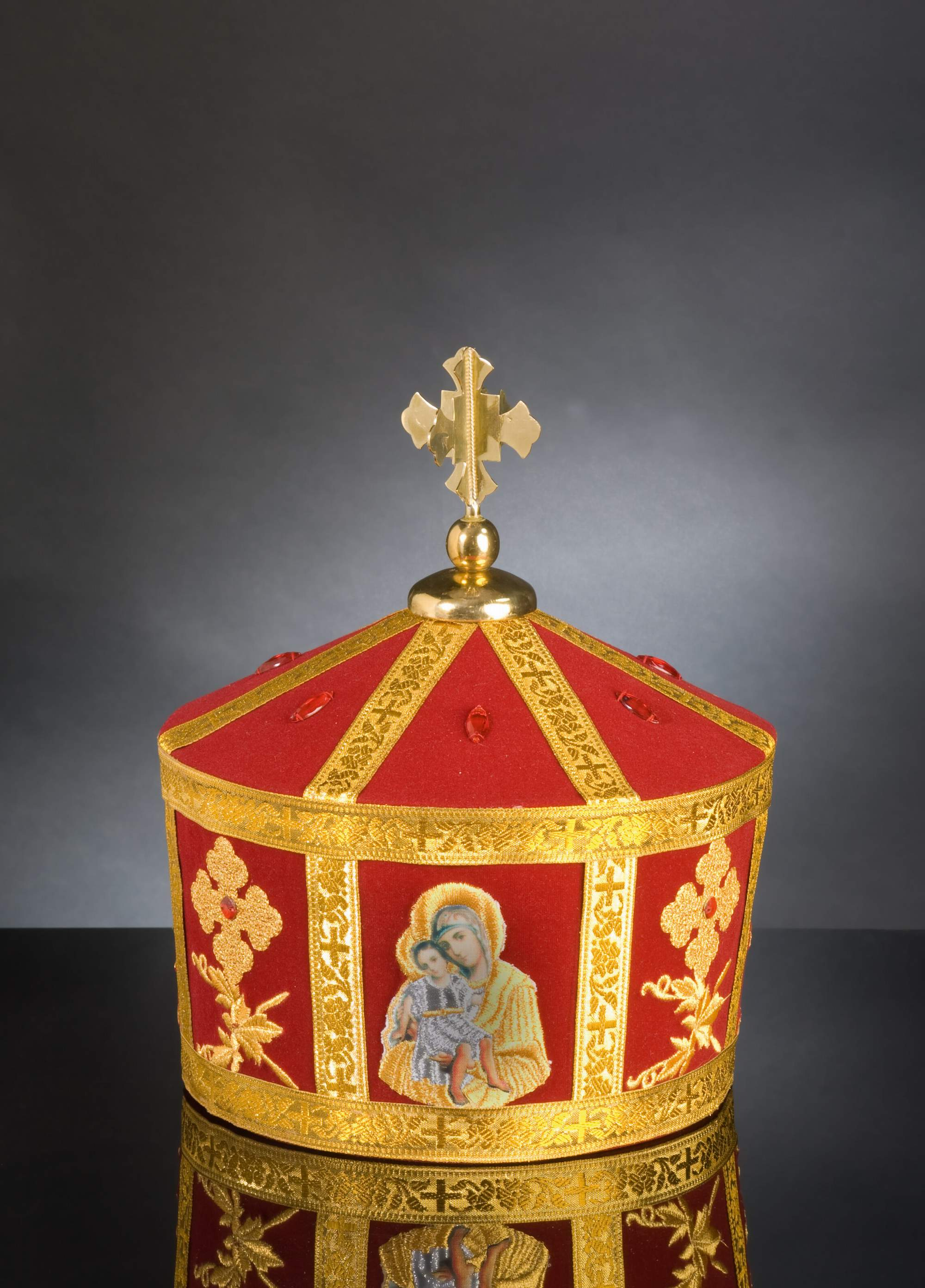
Sagharvart, usat pels arxiprestes de l'Església Apostòlica d'Armènia.
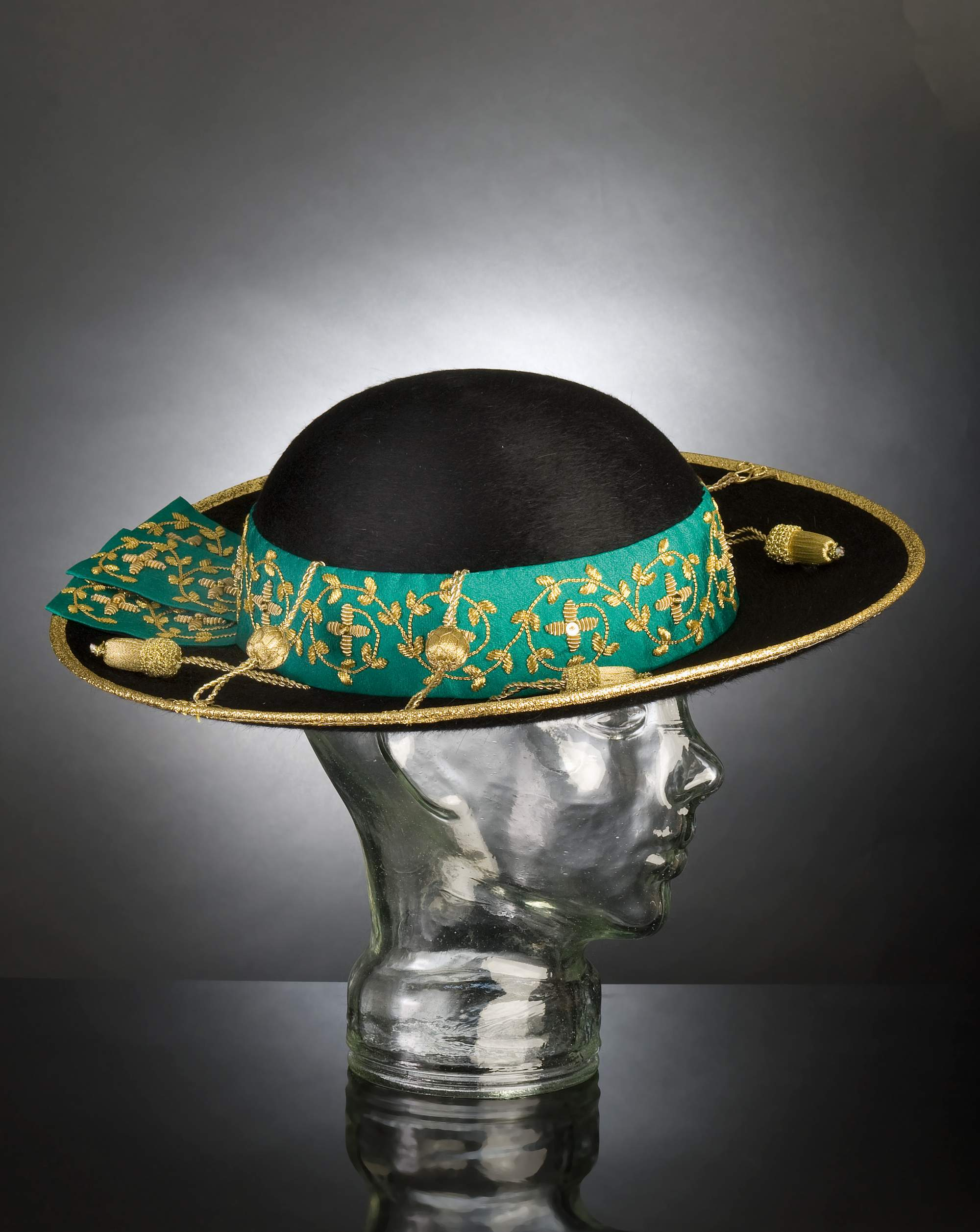
Barret de teula (saturno, cappello romano), utilitzat per un arquebisbe, sumptuosament brodat amb fils d'or i filament torçat d'or i plata.
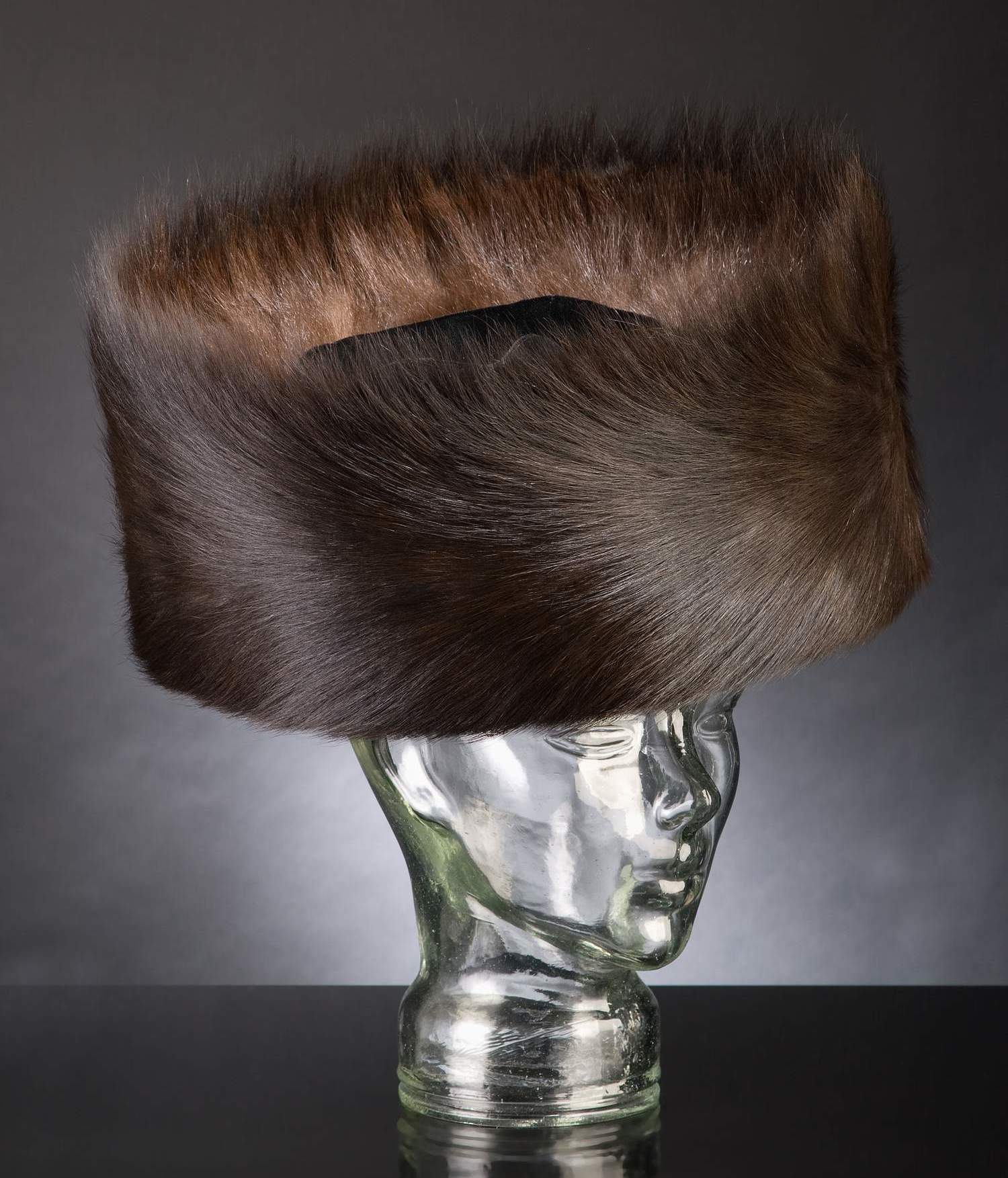
Eixtràimel, utilitzat pels jueus hassídics durant el Sàbat i els dies festius
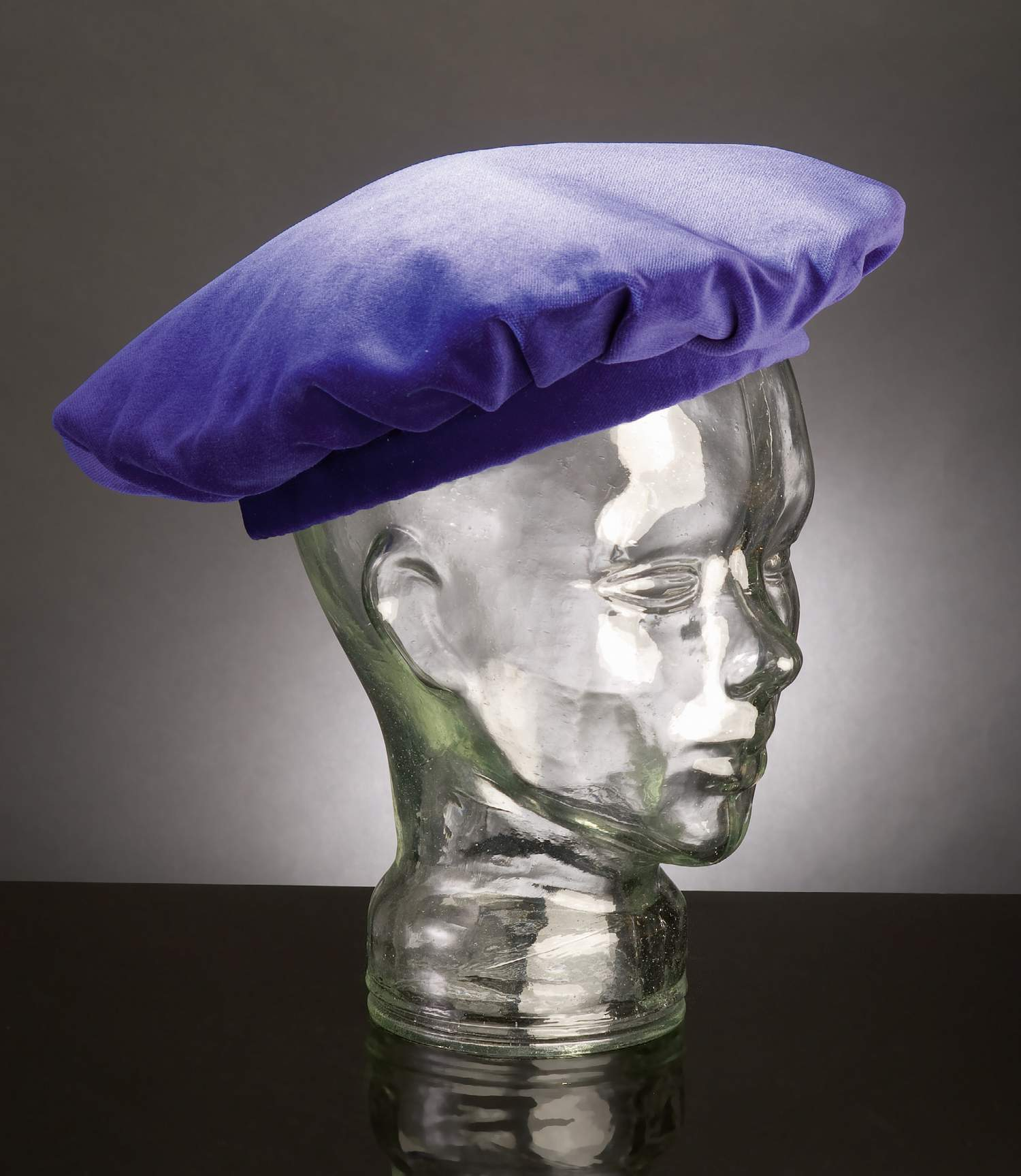
Birret Kurhessen-Waldeck, utilitzat pels pastors de l'Església Evangèlica juntament amb la roba clerical durant l'ofici fora de l'església.
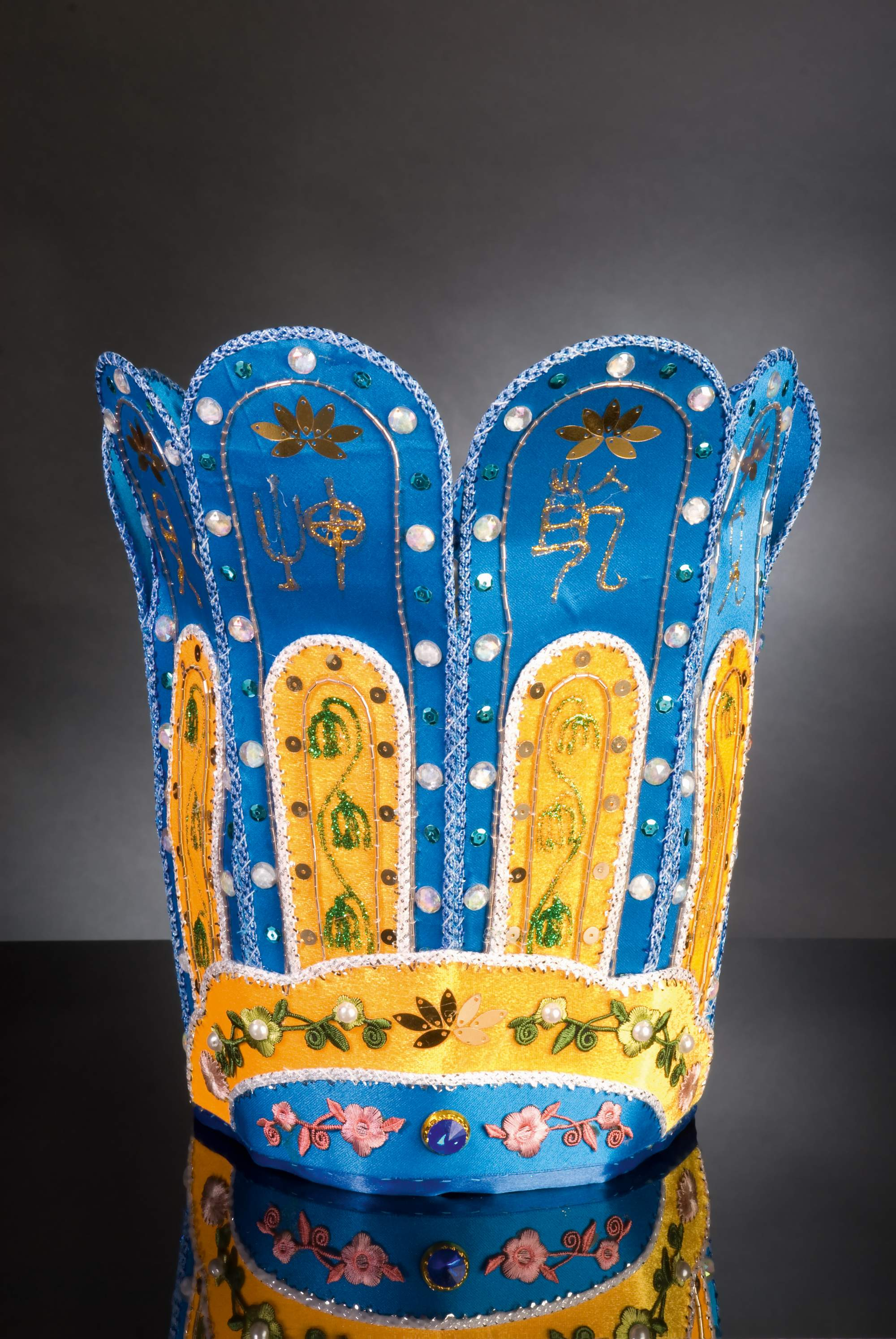
Tam quam mao, utilitzat pels cardenals del Partit Blau en Cao Dai.
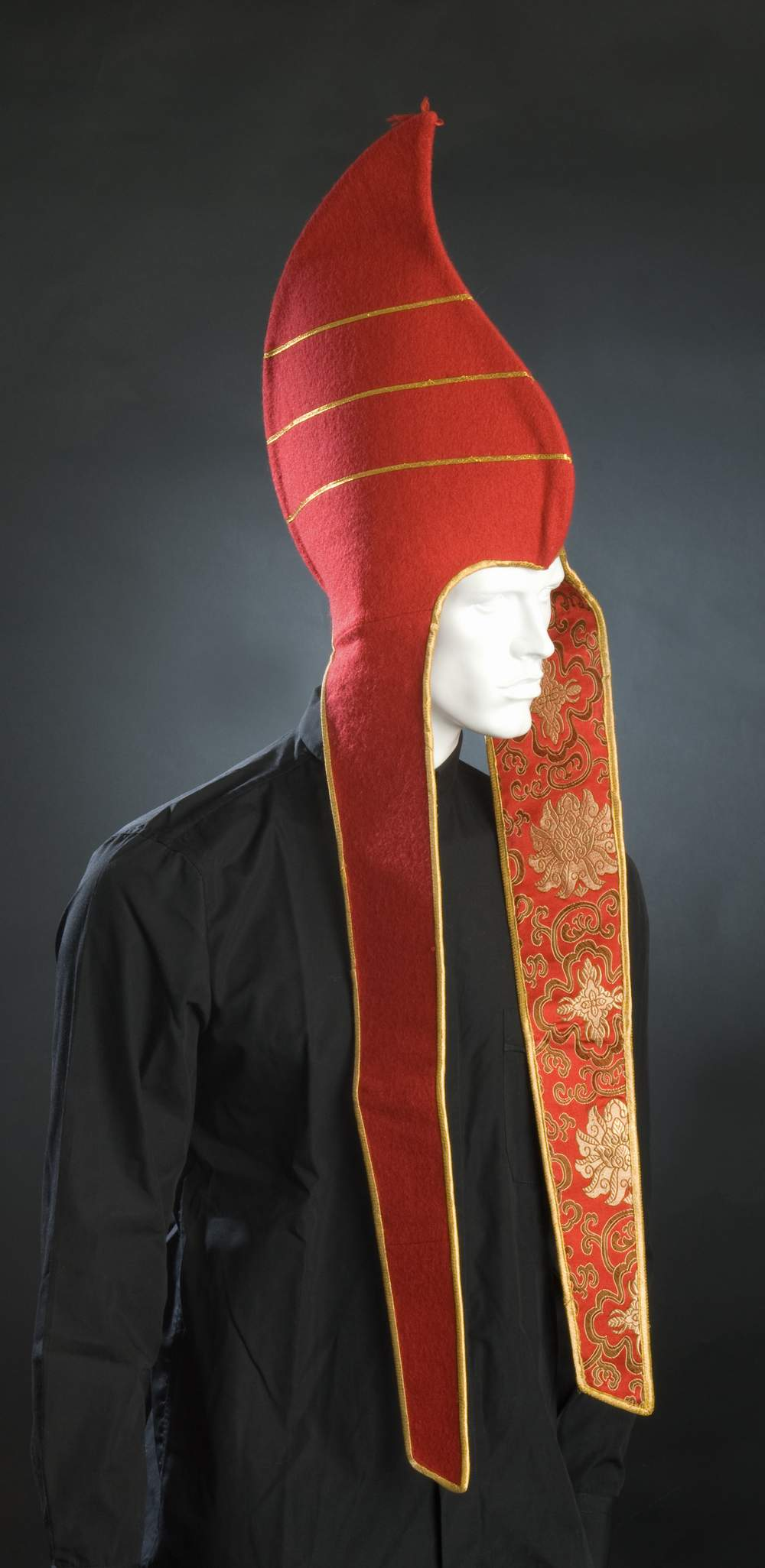
Pan zva (barreta amb orelles), utilitzat pels pandita de l'Escola Nyingma, pertanyent al budisme tibetà.
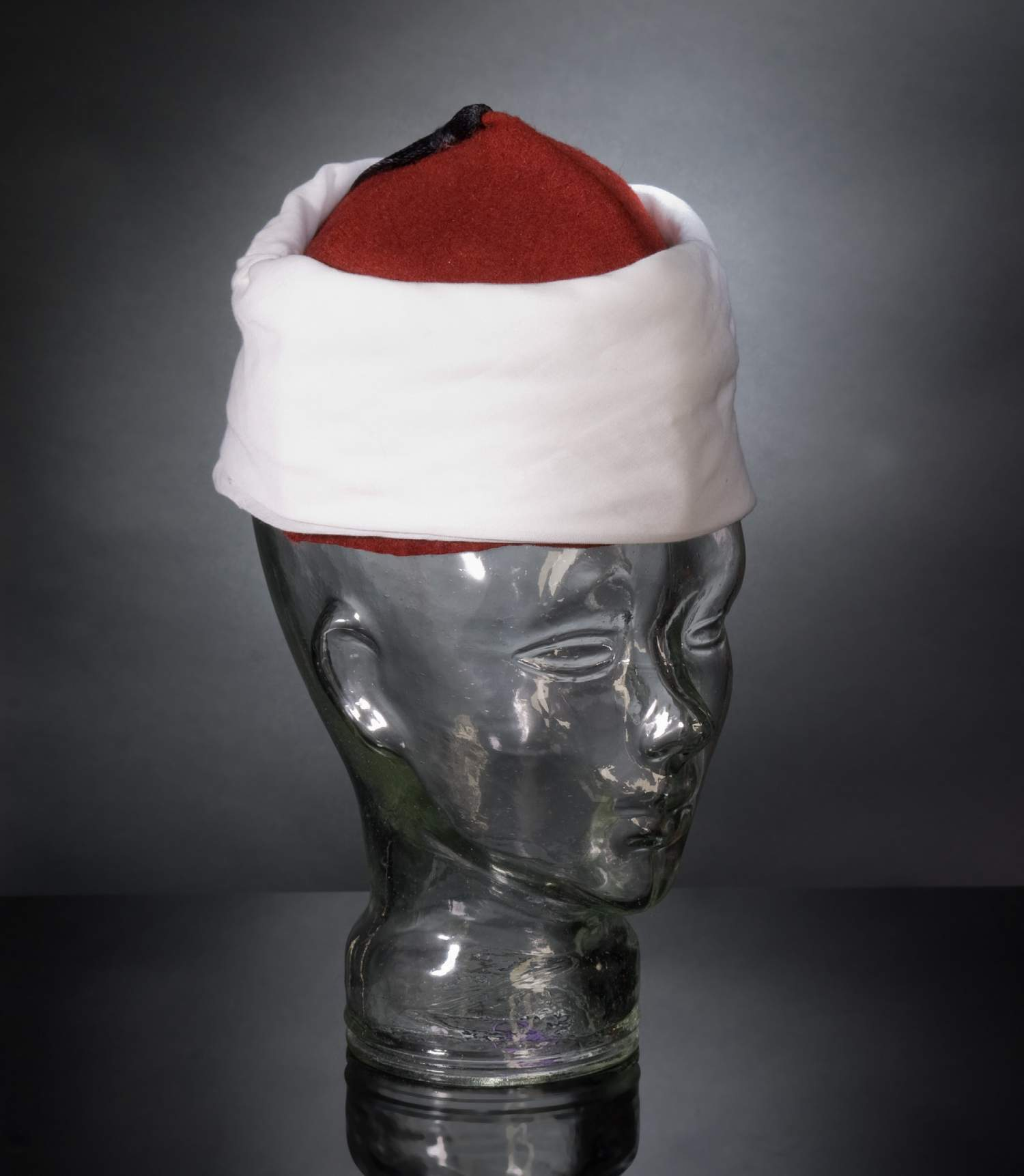
Imán sarik, utilitzat especialment a Egipte pels imams musulmans.
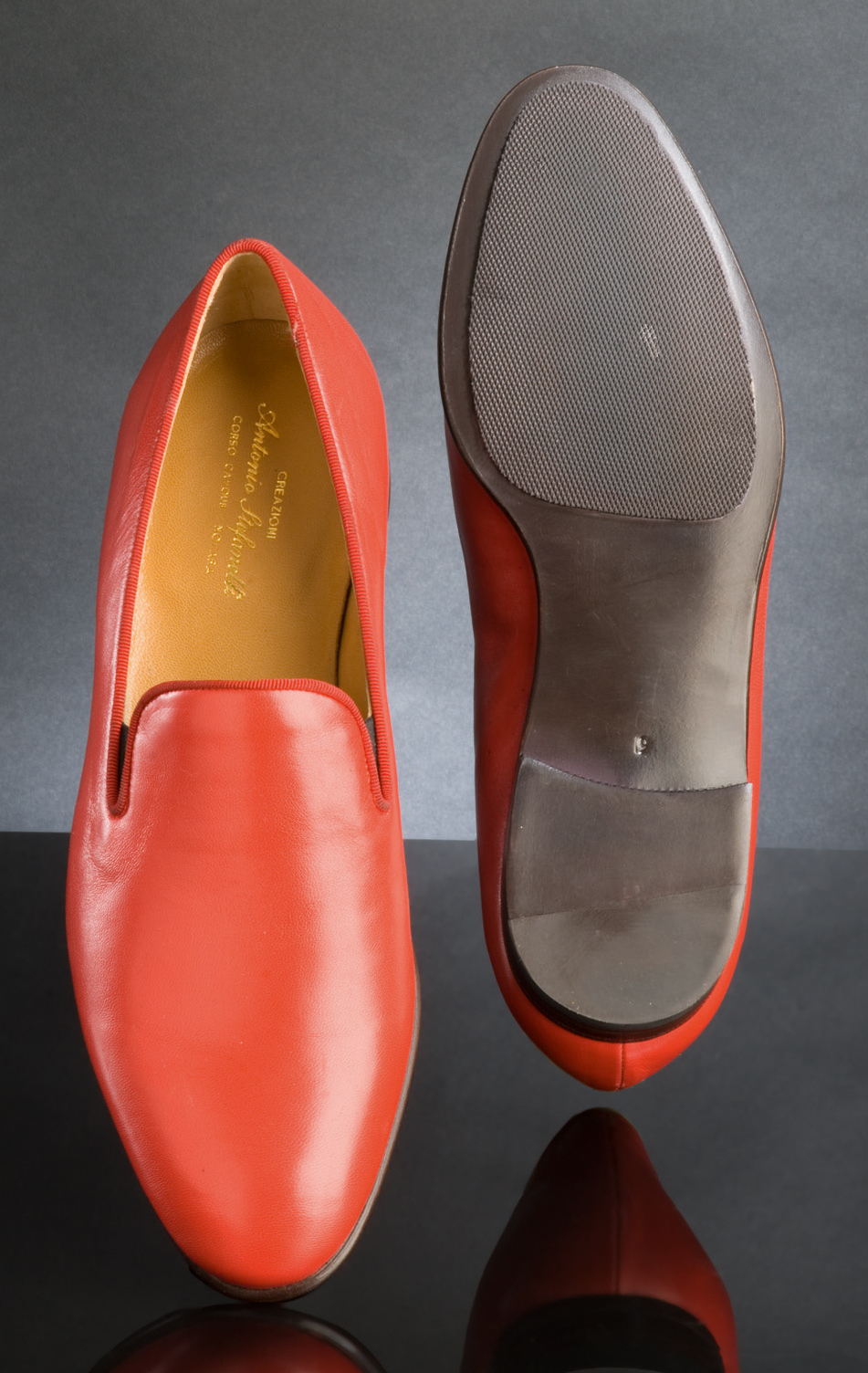
Sabates roges manufacturades pel sabater papal Adriano Stefanelli, Novara i utilitzats per S.S. el Papa, Benet XVI.